# Gisèle Prassinos
Gisèle Prassinos   (Constantinoble, 26 de febrer de 1920 - 13è districte de París, 15 de novembre de 2015) va ser una escriptora francesa de procedència grega associada al moviment surrealista.

## Biografia
La família Prassinos va fugir de Constantinoble a causa de les persecucions sofrides pels grecs i es va establir a Nanterre el 1922. D'origen grec pel seu pare i italià per la seva mare, Gisèle Prassinos és la germana petita del pintor Mario Prassinos.
A catorze anys, Gisèle Prassinos va començar a escriure textos automàtics que el seu germà, en contacte amb l'editor Henri Parisot, va ensenyar als surrealistes. Va seduir André Breton i Paul Éluard per «la meravella de la seva poesia i la seva personalitat com una dona-nena». Van veure en els seus escrits «la verdadera il·lustració del llenguatge automàtic per excel·lència». Man Ray la va fotografiar llegint els seus poemes en el Café Dynamo. Els seus primers poemes van aparèixer el 1934 a les revistes Minotaure i Document 34. El seu primer recull, La Sauterelle arthritique, va ser publicat per Éditions GLM (1935) amb una nota de Paul Éluard i una fotografia de Man Ray. El 1940, Breton va incloure deu dels seus textos a Anthologie de l'Humour noir (Gallimard).
Durant la guerra i fins a finals de la dècada de 1950 deixà de publicar. Va treballar en guarderies i va traduir junt amb el seu marit, Pierre Fridas, diversos llibres de Nikos Kazantzakis com Alexis Zorba o La liberté ou la mort. Més tard va tornar a escriure poemes i novel·les posicionant-se contra l’ortodòxia surrealista. Encara que aquests textos són inclassificables. Brelin le frou, ou le portrait de famille (1975) descriu personatges que viuen segons regles fantasioses. Els dibuixos de l'autora tenen la particularitat que porten un pentinant segons el seu sexe. Les nouvelles de Mon cœur les écoute (1982) són mostra d'un humor poètic proper del d'Henri Michaux o el de Joyce Mansour. També és coneguda pels seus dibuixos i tapissos, obres plàstiques fetes amb peces de tela de colors tallades.
Gisèle Prassinos llegà a la Bibliothèque historique de la ville de Paris un gran fons de manuscrits. La seva obra artística va ser llegada a la seva neboda Catherine Prassinos.

## Obres
- La Sauterelle arthritique, París: GLM (Guy Lévis Mano), 1935.
- Une demande en mariage, París: GLM, 1935.
- Quand le bruit travaille, París: GLM, 1936.
- Facilité crépusculaire, París: Debresse, 1937.
- La Lutte double, contes, París: GLM, 1938.
- Une Belle famille, contes, París: GLM, 1938.
- La Revanche, contes, París: GLM, 1939.
- Sondue, contes, París: GLM, 1939.
- Le Feu maniaque, París: Robert J. Godet, col·lecció Pour mes amis, pròleg i nota de Paul Éluard, 1943.
- Le Rêve, París: Fontaine, 1947.
- Le Temps n'est rien, novel·la, París: Plon, 1958.
- La Voyageuse, novel·la, París: Plon, 1959.
- Le Cavalier, nouvelle, París: Plon, 1961.
- La Confidente, novel·la, París: Grasset, 1962.
- L'Homme au chagrin, poemes, París: GLM, 1962.
- Le Visage effleuré de peine, novel·la, Paris: Grasset, 1964,[8] Reedició: 2000 (París: Ed. du Cardinal, Prix Poncetton de La Société des Gens de Lettres),[9] 2004 (París: Zulma)
- Le Grand repas, novel·la, París: Grasset, 1966.
- Les Mots endormis, poemes i contes, París: Flammarion, 1967.
- La Vie la voix, poemes, París: Flammarion, 1971.
- Petits quotidiens, poemes, París: Commune Mesure, 1974.
- Brelin le Frou ou le portrait de famille, relats i dibuixos, París: Belfond, 1975.
- Trouver sans chercher: 1934-1944, recopilació de textos surrealistes, París: Flammarion, 1976.
- Comptines pour fillottes et garcelons, poemes, París: L'École des loisirs, 1978.
- Pour l'arrière-saison, poemes, París: Belfond, 1979.
- Le Ciel et la Terre se marient, poemes, París: Éd. Ouvrières, 1979.
- Pour l'arrière-saison, poemes, París: Belfond, 1982.
- L'Instant qui va, Romillé, Folle avoine, 1985.
- Comment écrivez-vous ? ou Ils sont malins les écrivains, Romillé, Folle avoine, 1985.
- Poésie partagée, été 1987, Romillé: Folle avoine, 1987.
- Le Verrou et autres nouvelles, París: Flammarion, 1987.
- La Fièvre du labour, Urville: Querqueville, 1989,
- La Lucarne, nouvelle, París: Flammarion, 1990.
- La Table de famille, novel·la, París: Flammarion, 1993.
- La Mort de Socrate, et autres nouvelles, Aigues-Vives: HB, 2006; reedició: Le Mot fou, 2009.
- Mon cœur les écoute, Le Mot fou, 2009.
- Monsieur Thomas en exil, suivi de Tante Marie ou Ballonnette, novel·la i dibuixos, St-Quentin-de-Caplong: Atelier de l'agneau, col·lecció Archives, 2009.

## Obres gràfiques
- Poissons et oiseaux, 1936, dibuixos a llapis, 21 × 27 cm, col·lecció particular
- Oiseaux et autres monstres, 1936, pastel sobre paper, 14,7 × 21,8 cm
- Samson et Dalila, la perfide, 1978, tapís de feltre, 79 × 103 cm
- Frère, sœur et prix d'excellence, 1978, tapís de feltre, 103 × 79 cm

## Traduccions
- Nikos Kazantzakis, La Liberté ou la Mort, amb Pierre Fridas